# Melanotaenia neon
Melanotaenia praecox é uma espécie de peixe da família Melanotaeniidae.
É endémica da Indonésia.
Possui uma beleza bastante singular, com um brilho azulado em seu dorso que faz também ser denominado de peixe arco-íris. É um peixe bastante ativo que gosta de viver em cardumes.
Por ser bastante pacífico, poderá conviver com outras espécies também pacíficas, como os vivíparos (platis, molinésias e lebistes), colisas, etc.
Para a criação em aquários, é recomendado que sejam adquiridos no mínimo 4 peixes já que gostam de viver em cardumes e dão uma beleza especial para seus apreciadores.